# Enrique Casanovas y Astorza
Enrique Casanovas y Astorza (Zaragoza, enero de 1850 - Madrid, 1913) fue un pintor acuarelista español que llegó a Portugal en 1880 como refugiado político.

## Biografía
Estudió en la Escuela de Bellas Artes de San Fernando de Madrid.
En Portugal adquirió gran notoriedad, convirtiéndose en pintor de cámara y maestro de la casa real, teniendo entre sus alumnos a los reyes Luís I y Carlos I, ambos buenos acuarelistas. Pintó retratos de la familia real portuguesa, siendo muy conocido, por su ternura, el retrato de la reina, doña Maria Pia, y su nieto, son Luis Felipe.
Dirigió la revista de arqueología A Arte Portuguesa  (1895) y tuvo colaboración artística en varias publicaciones periódicas, como O António Maria (1879-1885; 1891-1898), Branco e Negro (1896-1898) y Serões (1901-1911).
Contribuyó con ilustraciones científicas a la obra Herpetologie d'Angola et du Congo (1895) de José Vicente Barbosa du Bocage (1823-1907).

## Obra
- Aguarelas del Palacio Nacional de Sintra[9]
- Sala de Despacho del rey don Luís I en el Palacio Nacional de Ajuda
- Gabinete de Trabajo del rey don Luís I
- Cuarto de don Luís I
- Sala de los Cisnes
- Casa de Jantar (actual Sala das Pegas)
- Sala Azul (Palacio Nacional da Ajuda)